# Rahibai Soma Popere
Rahibai Soma Popere (nascida em 1964, Índia) é uma agricultora e conservacionista indiana. Ela ajuda outros agricultores a retornar às variedades nativas de cultivo, preparando feijão jacinto para grupos de autoajuda. Ela está entre as três indianas na lista da BBC das "100 Mulheres de 2018". O cientista Raghunath Mashelkar deu a ela o epíteto de "Mãe Semente".

## Vida pregressa
Rahibai Popere nasceu na vila de Kombhalne, localizada no bloco Akole, no distrito de Ahmednagar, no estado de Maharashtra, na Índia. Ela não tem educação formal. Ela trabalhou em fazendas durante toda a sua vida e tem uma compreensão extraordinária da diversidade de culturas. ela pertence à comunidade Mahadev Koli de Maharashtra.

## Carreira
A Fazenda Rahibai Soma Popere, onde ela cultiva 17 culturas diferentes. Ela foi visitada pela BAIF Development Research Foundation em 2017, que descobriu que as hortas que ela apoiava tinham produção suficiente para atender às necessidades alimentares de uma família por um ano inteiro.
Ela desenvolveu uma série de feijões jacintos para grupos de autoajuda e famílias em aldeias próximas. Ela foi descrita por Raghunath Mashelkar, o ex-Diretor Geral do Conselho de Pesquisa Científica e Industrial como 'Mãe Semente'. Ela é um membro ativo do grupo de autoajuda Kalsubai parisar Biyanse Sarvdhan (tradução: Comitê para a conservação de sementes na região de Kalsubai). Ela criou seus próprios métodos para coletar água nas fazendas; transformando terrenos baldios em espaços agriculturáveis que ela pode usar de forma produtiva. Ela treina agricultores e estudantes sobre como selecionar sementes, manter solos férteis e controlar pragas. Ela é hábil no cultivo de arroz em quatro etapas. Ela aprendeu a criar aves em seu quintal com o apoio do Instituto Maharashtra de Transferência de Tecnologia para Áreas Rurais (MITTRA).

### Prêmios
- BBC 100 Mulheres 2018.[9]
- O prêmio de Melhor Economizador de Sementes.[2]
- Prêmio de Melhor Agricultor da BAIF Development Research Foundation.[2]
- Nari Shakti Puraskar, 2018, instituído pelo Ministério da Mulher e Desenvolvimento Infantil, Governo da Índia.[10]
- Padma Shri, 2020.[11]

Além disso, em janeiro de 2015, ela recebeu elogios de Prem Mathur, pesquisador honorário da Bioversity International e de RR Hanchinal, presidente de um órgão governamental para a proteção de variedades de plantas e direitos dos agricultores na Índia.